# Serbia del Sur
Serbia del Sur (en serbio: Јужна Србија, romanizado: Južna Srbija), también conocida como sur de Serbia, Serbia Suroriental, Pomoravlje del Sur, sur de Serbia Central, históricamente conocida como Nuevos Territorios, es una región histórica y geográfica de la República de Serbia que generalmente incluye los territorios de los distritos de Nišava, Toplica, Jablanica, Pčinja y Pirot. Serbia del Sur ocupa unos 14.000 km2. De acuerdo con el censo en 2022, en esta región viven unas 877.000 personas.
Más de una cuarta parte de la población de la región reside en la ciudad de Niš. Otras ciudades grandes de región son Leskovac, Vranje, Pirot y Prokuplje.
Los habitantes de Serbia del Sur hablan dialectos torlak, un grupo de dialectos eslavos meridionales de transición entre los dialectos orientales del serbocroata de Serbia, el búlgaro y el macedonio. Este forma parte del área lingüística balcánica eslava, junto con el serbocroata, el macedonio y el búlgaro.